# Polymestor

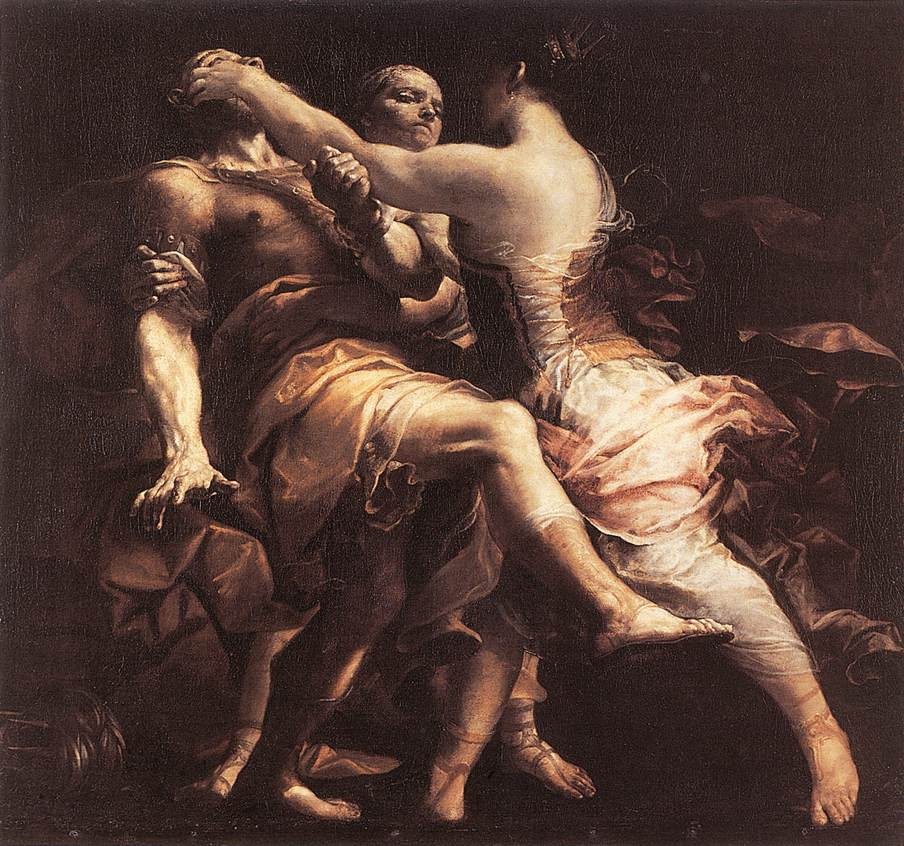
Hekabe maakt Polymestor blind (Giuseppe Maria Crespi, eerste helft 18e eeuw, KMSKB).

Polymestor (Oudgrieks Πολυμ(ν)ήστωρ / Polym(n)estoor) was in de Griekse mythologie rond de Trojaanse Oorlog een Thrakische koning op het schiereiland Chersonesos. Hij was getrouwd met Priamos' dochter Ilione, maar doodde diens zoon Polydoros uit hebzucht en onderging de wraak van koningin Hekabe. Op deze hoofdversie bestaan verschillende varianten.
Naast de Thrakiër is er nog een andere koning Polymestor, zoon van Aiginetes, die heerste over de Arkadiërs (Pausanias 8.5.9).

## Euripides
In het treurspel Hekabe draait het tweede deel om de wraak van de protagoniste op Polymestor. Ze dacht dat haar zoon Polydoros veilig was bij hem, maar in een droom verneemt ze dat hij om zijn goud in zee is gegooid, waar zijn geschonden lijk onbegraven ronddrijft. Wanneer het lijk later aanspoelt, ziet ze de droom gruwelijk bevestigd. Gebruik makend van Polymestors hebzucht lokt ze hem mee en neemt ze wraak door zijn ogen uit te steken en zijn twee kinderen te doden. De blinde en vernederde Polymestor beschuldigt haar nu voor Agamemnon en verdedigt zijn eigen moord op Polydoros, die volgens hem toch maar een gelegenheid zat af te wachten om zich op de Grieken te wreken. Hekabe weerspreekt dit door er in essentie op te wijzen dat de Grieken geen hulp nodig hebben van een Thrakische barbaar. Het oordeel van Agamemnon valt aan haar kant. Hij verklaart dat Polymestor een moord heeft gepleegd en laat hem aanhouden. Terwijl hij wordt weggeleid, doet de blinde enkele sinistere voorspellingen over de dood van Hekabe, haar dochter Kassandra en Agamemnon. Die laatste legt Polymestor het zwijgen op en geeft opdracht hem op een verlaten eiland te dumpen.

## Metamorphoses
De versie van Euripides lezen we verkort bij Ovidius in de Metamorphoses. Polymestor, koning van de Bistoniërs, doodt uit hebzucht de zoon van Priamos door hem een zwaard in de keel te steken en het lijk vanaf een rotspunt in zee te werpen (XIII.429-439). Hekabe lokt hem in de val door hem een nieuwe goudschat voor te spiegelen. Wanneer hij haar volgt laat ze hem vastgrijpen en rukt ze hem de ogen uit (XIII.545-569).

## Aeneis
Vergilius laat Aeneas aan Dido vertellen over Polymestor (Aeneis III.13-72), zonder evenwel zijn naam te noemen ('een Thrakische koning'). Bij het stichten van een stad in Thrakië had Aeneas een mirtestruik uitgetrokken waaruit zwart bloed begon te vloeien. Het bleek de dode Polydoros te zijn die met speren was doorboord. De Trojanen hadden hem ondergebracht bij een bondgenoot, maar na de Griekse overwinning was die overgelopen naar Agamemnon en had hij Polydoros uit hebzucht vermoord.

## Apollodoros en Hyginus
De 1e-eeuwse Bibliotheke van Apollodoros geeft een afwijkende versie (III.10.8), ook te vinden bij Hyginus Mythographus (Fabulae 81). Polymestor is hier nog steeds koning in Chersonesos en heeft Polydoros onder zijn hoede, maar die wordt geroofd door de grote Aias.